# Chiesa di San Salvatore (Barzanò)
La canonica di San Salvatore è un luogo di culto di Barzanò, in provincia di Lecco e arcidiocesi di Milano inserita nel Decanato di Missaglia.
La chiesa, sebbene la sua storia sia documentata da poche fonti cartacee e abbia avuto molti rimaneggiamenti durante i secoli, è una delle rare testimonianze dell'architettura romanica presente in Brianza.

## Storia
Il territorio di Barzanò è posto dove vi era l'antica pieve di Missaglia e centrale della Brianza tra le provincie di Lecco, Como e Monza.
La chiesa ha una storia molto antica. Pare che un certo Novelliano Pandaro nel 381, quando fu imposto sul territorio milanese l'obbligo da Teodosio durante l'impero Gioviano di chiudere antichi luoghi di culto pagani, si spostò rifugiandosi in località limitrofa nel Pago di Barzanova, per poter continuare a edificare templi e sacelli dedicati agli antichi dei e a Giove Summano forse per adempiere a una promessa.
Proprio questa conformazione solita permise all'edificio di resistere ai tempi diventando nell'VIII secolo una chiesa cristiana. La sua costruzione si sviluppò almeno in tre fasi differenti. La cappella originaria aveva un'unica campata senza cupola completa di abside quadrata posta sulla cripta, conformazione tipica dell'alto medioevo. Successivamente fu addossata alla prima campata una seconda, e solo successivamente fu posta la cupola emisferica su trombe e le quattro arcate a tutto sesto, impostate sui muri perimetrali, lasciando aperte le monofore a meridione dell'edificio.
La chiesa, così come il castello castrense che sorgeva in prossimità, è sicuramente in alcune sue parti, in particolare l'ingresso principale, d'epoca longobarda. Il castello fu però distrutto nel 1222. Anche l'intitolazione della chiesa a Cristo Salvatore confermerebbe l'ipotesi longobarda. La collinetta a fianco della chiesa potrebbe essersi formata con i resti del maniero.
La facciata e la torre risalgono al 1231. e le ricostruzioni successive risalenti al 1611 furono imposte dall'arcivescovo di Milano san Carlo Borromeo dopo aver avuto la relazione della visita del padre gesuita Leonetto Clavone risalente al 1567 che ordinava la ricostruzione della torre campanaria che era ceduta nel 1550.
L'edificio si presentava in degrado e fu oggetto di restauro nel XXI secolo durato un decennio con la riapertura alle visite nel 2010. Durante i lavori fu rinvenuto l'affresco posto sulla facciata con la Madonna tra due angeli con decori di viti e melograni, antica simbologia cristiana.

## Descrizione

### Esterno
L'edificio di culto con la facciata a capanna dalla linea molto semplice, è raggiungibile da un viale pavimentato a lastre di porfido e conserva il portale del Duecento. La facciata ospita centrale il portale d'ingresso rialzato da due gradini inserito in un arco modanato completo di lunetta, dove è visibile l'affresco raffigurante Madonna con due angeli, la data del 1231 e la scritta, unica presente, "Qui fecit hoc opus appellatur Serin Petrus".

### Interno
L'interno a pianta rettangolare presenta nella prima campata in marmo rosa, l'antica vasca battesimale ottagonale. La parte prosegue rialzata da due gradinate poste lateralmente che conducono alla zona presbiteriale, sovrastata da una cupola completamente affrescata. Il dipinto risalente al XII secolo è diviso in dodici raggi raffiguranti i dodici apostoli con al centro Cristo Pantocratore, è una raffigurazione che ripropone l'arte bizantina. Gli affreschi presenti nella seconda campata sono in parte sovrapposti e risalenti al XIV secolo raffiguranti le storie dell'infanzia di Gesù, mentre sono del secolo successivo quelli raffiguranti la storia della Passione. L'altare maggiore, unico della chiesa, ospita come pala il dipinto raffigurante la Natività di Gesù. La parte presbiteriale è illuminata dalle due monofore poste lateralmente.